# 미쓰비시 전기
미쓰비시 전기 주식회사(일본어: 三菱電機株式会社 미쓰비시덴키가부시키가이샤[*], 영어: Mitsubishi Electric Corporation)는 일본의 주요 전자기업 중 하나이며 미쓰비시 그룹의 계열사다.

## 역사
1921년 1월 미쓰비시 중공업이 고베 시 전기모터 공장을 분리시켜 설립했다. 그래서 미쓰비시 중공업과 미쓰비시 전기는 같은 계열임에도 에어컨 등 일부 분야에서 서로 경쟁하고 있는데, 이는 일본 국내외적으로 봐도 극히 드문 사례다.
2020년 1월 일본 아사히 신문 등은 미쓰비시 전기가 중국계 해킹그룹 '틱'으로부터 광범위한 해킹공격을 당해온 사실이 뒤늦게 드러났다고 보도했다.

## 현재의 사업
- 교통수단
  - 기차 시스템 - 열차 종합 관리장치, 인버터, 브레이크 등
  - 자동차 부품
  - 승강기
- 공장 자동화
- 반도체
  - 전력 반도체
- 인공위성 제조
- 가전제품
  - 냉장고, 에어컨, 토스터 등